# مسعود دشتبان
مسعود دشتبان (۱۳۲۶ – ۷ خرداد ۱۳۹۸) گرافیست، نقاش و مدرس پویانمایی در دانشکده صدا و سیمای ایران بود.

## زندگی‌نامه
دشتبان با وجود تحصیل در رشتهٔ طراحی صنعتی، به واسطهٔ علاقه وارد حرفهٔ گرافیک شد و در طول دو دهه فعالیت در زمینهٔ گرافیک، برای جشنوارهٔ فیلم فجر و فیلم‌های بسیاری پوستر ساخت. پوستر فیلم جاده‌های سرد وی برندهٔ سیمرغ بهترین پوستر در هفتمین جشنوارهٔ فیلم فجر شد. او همچنین در طول حیات خود چندین نمایشگاه انفرادی و گروهی نقاشی را برگزار نمود و طراح و گرافیست پوستر بیش از ۲۰ فیلم سینمایی و طراح و سازندهٔ بیش از پنجاه فیلم پویانمایی کوتاه و بلند بود.

## جوایز
- برنده جایزه سیمرغ بلورین برای تیتراژ فیلم سینمایی جاده‌های سرد در هفتمین جشنواره فیلم فجر
- دریافت تقدیر نامه از دومین بی ینال آفیش سینمایی از فرانسه
- دریافت دیپلم افتخار برای کارگردانی پویا نمایی بیماریهای دهان و دندان